# Доброєво (Великопольське воєводство)
Доброєво (пол. Dobrojewo) — село в Польщі, у гміні Остроруґ Шамотульського повіту Великопольського воєводства.
Населення — 576 осіб (2011).
У 1975-1998 роках село належало до Познанського воєводства.

## Демографія
Демографічна структура станом на 31 березня 2011 року:
|          | Загалом | Допрацездатний вік | Працездатний вік | Постпрацездатний вік |
| -------- | ------- | ------------------ | ---------------- | -------------------- |
| Чоловіки | 275     | 70                 | 183              | 22                   |
| Жінки    | 301     | 68                 | 173              | 60                   |
| Разом    | 576     | 138                | 356              | 82                   |